# TÜSİAD
TÜSİAD es la "Asociación de empresarios y hombres de negocios de Turquía". Fue fundada en 1973 por dirigentes empresariales, y ha impulsado desde entonces la modernización de la economía de Turquía. Esta asociación es una de las principales impulsoras del acercamiento entre Turquía y la UE, para ello dispone de una representación permanente en Bruselas.